# Jōshin’etsu-Autobahn
Die Jōshin’etsu-Autobahn (jap. 上信越自動車道, Jōshin’etsu Jidōshadō) ist eine bedeutende Autobahn in Japan. Sie durchquert die japanische Hauptinsel Honshū von Fujioka bis Jōetsu, wo sie auf die Hokuriku-Autobahn trifft. Sie trägt seit 2017 die Nummer E18. Ihr Verlauf folgt dabei im Wesentlichen dem der Nationalstraße 18.
Die 204,3 km lange Autobahn wird von der ostjapanischen Autobahnbetreibergesellschaft Higashi-Nihon Kōsokudōro K.K. (engl. East Nippon Expressway Co., Ltd., NEXCO) betrieben und ist als „Nationale Hauptstrecke“ (Kokkandō, kurz für 国土開発幹線自動車道, kokudo kaihatsu kansen jidōshadō) klassifiziert.

## Anschlussstellen (Interchange)
Fujioka (1) – Yoshii (2) – Tomioka (3) – Shimonita (4) – Matsuida-Myōgi (5) – Usui-Karuizawa (6) – Saku (7) – Komoro (8) – Tōbu-Yunomaru (9) – Ueda-Sugadaira (10) – Sakaki (11) – Kōshoku (12) – Nagano (13) – Suzaka-Nagano-Higashi (14) – Shinshū-Nakano (15) – Toyota-Iiyama (16) – Shinanomachi (17) – Myōkō-Kōgen (18) – Nakagō (19) – Jōetsu-Takata (20)

## Verlauf
- Präfektur Gunma
  - Fujioka – Takasaki – Tomioka – Annaka
- Präfektur Nagano
  - Saku – Komoro – Tōmi – Ueda – Chikuma – Nagano – Suzaka – Nakano
- Präfektur Niigata
  - Myōkō – Jōetsu